# سیارک ۵۵۰
سیارک ۵۵۰ (به انگلیسی: 550 Senta، نامگذاری:1904PL) پانصد و پنجاهمین سیارک کشف شده‌است که در ۱۶ نوامبر ۱۹۰۴ و در هایدلبرگ کشف شد.
قدر مطلق سیارک برابر ۹٫۳۷ است.